# Valery Larbaud
Valery Larbaud, conosciuto anche con gli pseudonimi A.-O. Barnabooth, L. Hagiosy, X. M. Tourmier de Zamble (Vichy, 29 agosto 1881 – Vichy, 2 febbraio 1957), è stato un romanziere, poeta e traduttore francese.

## Biografia
Figlio unico di Nicolas Larbaud, chimico di professione e proprietario dell'azienda che imbottigliava la famosa acqua minerale Vichy Saint-Yorre, e di Isabelle Bureau des Etivaux. All'età di otto anni rimase orfano di padre e venne perciò allevato dalla madre e da una zia.
Le ricchezze della famiglia gli permisero di condurre una vita agiata, consentendogli fra l'altro di compiere lunghi viaggi in Europa. Parlava inoltre correntemente, oltre che il francese, l'inglese, il tedesco, l'italiano e lo spagnolo. Grazie alla conoscenza delle lingue e all'amore per la lettura e per i viaggi, fu in grado di svolgere una funzione di intermediazione tra la cultura francese e le altre culture, specialmente quella inglese. Collaborò fin da giovane alle più importanti riviste francesi (La Plume, La Phalange, La Nouvelle Revue française) e a numerose riviste straniere. Sarà più tardi traduttore e farà conoscere in Francia Samuel Butler, amico e scopritore di Joyce, di cui a partire dal 1929, assieme ad Auguste Morel e a Stuart Gilbert, tradusse l'Ulisse. Fu in corrispondenza con Italo Svevo, Eugenio Montale e traduttore di Ramón Gómez de la Serna. Sarà amico di Charles-Louis Philippe, André Gide, Léon-Paul Fargue, Georges Jean-Aubry, che ne sarà il biografo, Paul Valéry, Saint-John Perse e Marguerite Caetani; collaborerà con la rivista Commerce diretta da quest'ultima. Valery Larbaud è stato perciò il massimo rappresentante del cosmopolitismo nel periodo tra le due guerre mondiali.
I suoi interessi si rispecchiano sia nei suoi scritti, nelle opere narrative, di poesia, di critica letteraria, sia nei diari di viaggio. Ottenne la laurea di primo livello in lettere nel 1908. Nel dicembre 1908, venne votato al Premio Goncourt da Octave Mirbeau per un'opera, Poèmes par un riche amateur, che Larbaud aveva pubblicato anonima. Il suo romanzo Fermina Márquez, dedicato agli amori dell'adolescenza, per cui venne paragonato al Grand Meaulnes di Alain-Fournier, gli fece ottenere nel 1911 il Goncourt. Nel novembre 1935 fu colpito da ictus, da cui residuò emiplegia e afasia; trascorse pertanto gli ultimi ventidue anni della sua vita su una sedia a rotelle, con difficoltà di comunicazione e di lavoro. Dopo aver speso tutti i suoi risparmi, nel 1948 dovette vendere alla città di Vichy l'abitazione e la sua biblioteca, ricca di quindicimila volumi.
Nel 1952 gli fu assegnato il Grand Prix national des lettres, seconda edizione.

## Scritti (selezione)
- Poèmes par un riche amateur (1908)
  - A.O. Barnabooth: Ses oeuvres complètes, trad. it. di Paola Masino, Milano: Bompiani, 1969 (con Le pauvre chemisier, Poesies, Journal intime); Trento, L'editore, 1990; Barnabooth e le sue opere complete, a cura di Roberta Maccagnani, introduzione di Giuseppe Pontiggia, Milano, Mondadori, 1988
  - A.O. Barnabooth: Journal intime, trad. Milano, Perinetti Casoni, 1944
  - Poèmes par un riche amateur, ou Oeuvres françaises de M. Barnabooth, trad it. Le poesie di A. O. Barnabooth e poesie plurilingui, a cura di Clotilde Izzo, Torino, Einaudi, 1982
- Fermina Márquez (1911), trad. it. di Renato Giuntini, Milano: BUR, 1962; trad. it. di Maria Rosaria Masone, Napoli: Guida, 1993; Vicenza, Neri Pozza, 2006[12]
- Enfantines (1918), trad. it. di Renato Mucci, Adolescenti, Roma, G. Casini, 1960
- Beauté, mon beau souci... (1920)
- Amants, heureux amants (1921), trad. it. di Giulia Veronesi, Amanti, felici amanti, Bompiani, 1956
- Mon plus secret conseil... (1923), trad. it. di Michele Leone Barbella, Segrete cure, a cura di Clotilde Izzo, Napoli, Guida, 1991
- Ce vice impuni, la lecture. Domaine anglais (1925)
  - trad. it. parziale Un vizio impunito, la lettura e altri scritti, a cura di Riccardo Campi, Firenze, Alinea, 1999
- Allen (1927)
- Jaune bleu blanc (1927)
- Notes sur Racan (1928)
- Aux couleurs de Rome (1938), trad. it. Color di Roma, con uno scritto di Riccardo Bacchelli, Roma, Biblioteca del Vascello, 1992
- Ce vice impuni, la lecture. Domaine français (1941)
  - trad. it. parziale Un vizio impunito, la lettura e altri scritti, a cura di Riccardo Campi, Firenze, Alinea, 1999
- Sous l'invocation de saint Jérôme (1944), trad. it. di Anna Zanetello, Sotto la protezione di san Girolamo, con una nota di Massimo Colesanti, Palermo, Sellerio, 1989
- Lettres à André Gide (1948)
- Chez Chesterton (1949)
- Ode à une blanchisseuse (1949)
- Journal inédit (tome I, 1954; tome II, 1955; ed. definitiva 2009)
- Du navire d'argent (2003)
- Rose Lourdin, e Per una musa di dodici anni, trad. it. di Ezio Salvini, Roma, Ed. Urbinati, 1944
- Leopardi, Recanati e Loreto (da Lettera dall'Italia, 1924), trad. it. di Anna Foschi, note di Franco Foschi, Macerata, Biemmegraf, 1994
- Eugenio Montale, Caro maestro e amico: carteggio con Valéry Larbaud, 1926-1937, a cura di Marco Sonzogni, Milano, Archinto, 2003
- Italo Svevo, Corrispondenza con Valery Larbaud, Benjamin Crémieux e Marie Anne Comnène, prefazione di Eugenio Montale, Milano, All'insegna del pesce d'oro, 1953